# 鏡島線
鏡島線（日语：／）是連接岐阜縣岐阜市千手堂站至西鏡島站之間的名古屋鐵道（名鐵）鐵路線。

## 路線資料
※如沒有特別指明，資料截至路線廢除前一刻
- 路線距離（營業距離）：4.4公里
- 軌距：1067毫米
- 車站數目：11座（包括起終點站）
- 雙線區間：沒有（全程單線）
- 電氣化區間：全線（直流600V）

## 歷史
此路線是從千手堂站向西邊的鏡島村（在此線廢除前已編入至岐阜市）延伸。在1924年（大正13年）由美濃電氣軌道敷設與營運。當初還未連接其他路線，在開業翌年的1925年（大正14年）連接岐阜市內線。
在1944年（昭和19年），鏡島線被指定為不要不急線，使部分區間暫停營運。隨後在1954年（昭和29年）重開，同時路線延長至長良川東岸的合渡橋前。當時鏡島站的位置被遷移（由距離千手堂起點4.0公里處遷移至3.4公里處）。
鏡島線設有直通班次直通至岐阜市內線，因此車輛與岐阜市內線共用。鏡島線部分區間為道路共用，但是法規上與岐阜市內線相異，全線以地方鐵道法下存在。
在1964年（昭和39年），鏡島線被廢除，轉換為名鐵巴士服務。在末端區間只營運了約10年被廢除。在2004年（平成16年）10月1日，岐阜市內的巴士事業轉讓給岐阜乘合自動車（岐阜巴士）後，現時，該路線區間由岐阜巴士營運。
另外，鏡島派出所（截至2014年12月，派出所功能已遷移至西岐阜派出所）西邊與弘法口站附近部分路段在路線廢除已變為市道。而由於東鏡島站是位於舊中山道附近，因此東鏡島附近與弘法口至西鏡島之間路段在廢止進行了土地整理（開發道路與住宅地），因此在這些區間已經看不到路線痕跡。
曾經有一個計劃，把路線從西鏡島延長至穗積（大垣站）（途經牛牧，現時的瑞穗市），並且與近鐵養老線互相運輸，可是隨後沒有任何進一步的行動。

### 年表
除非另外加設注腳，否則以下年表參考自今尾 (2008)、p.52與岐阜地区各線年表、pp.139-140。。
- 1924年（大正13年）4月21日 美濃電氣軌道（日语：美濃電気軌道）千手堂至鏡島之間開業。
- 1925年（大正14年）6月1日 市內線徹明町至千手堂之間開業，市內線與鏡島線連接起來。
- 1926年（大正15年）11月1日 位於弘法西口至鏡島之間的川原畑站啟用。
- 1930年（昭和5年）
  - 8月20日 名古屋鐵道與美濃電氣軌道合併。
  - 9月5日 名古屋鐵道改名為名岐鐵道。成為名岐鐵道鏡島線。
- 1935年（昭和10年）8月1日 名岐鐵道改名為名古屋鐵道。
- 1941年（昭和16年）10月21日 市民醫院前站啟用。
- 1944年（昭和19年）12月11日 森屋至鏡島之間暫停營業。
- 1950年（昭和25年）
  - 6月10日 由於千手堂至森屋之間進行道路擴寬工程而暫停營業[6]。
  - 7月11日 千手堂至森屋之間重開。該區間與道路共用[6]。
- 1953年（昭和28年）8月16日 森屋至弘法口之間重開。弘法東口站改名為東鏡島站，弘法西口站改名為弘法口站。
- 1954年（昭和29年）9月10日 弘法口至鏡島之間重開（川原畑站沒有重開）。鏡島至合渡橋之間開業。
- 1957年（昭和32年）9月5日 合渡橋站改名為西鏡島站。
- 1964年（昭和39年）10月4日 千手堂至西鏡島之間全線廢除，轉換為巴士服務。

## 車站列表
- 以下車站列表取自廢除前一刻（參考今尾 (2008)）
- 所有車站位於岐阜縣岐阜市內。
- 軌道 … ◇：單線路段（可進行列車交會），｜：單線路段（不可進行列車交會），∨：此起往下是單線

| 中文站名   | 日文站名   | 英文站名          | 站間營業距離 | 累計營業距離 | 接續路線                           | 軌道 |
| ---------- | ---------- | ----------------- | ------------ | ------------ | ---------------------------------- | ---- |
| 千手堂     | 千手堂     | Senjudō           | -            | 0.0          | 名古屋鐵道：岐阜市內線（忠節支線） | ∨    |
| 鍵屋       | 鍵屋       | Kagiya            | 0.7          | 0.7          |                                    | ｜   |
| 本莊       | 本荘       | Honjō             | 0.4          | 1.1          |                                    | ◇    |
| 市民醫院前 | 市民病院前 | Shiminbyōin-mae   | 0.5          | 1.6          |                                    | ｜   |
| 森屋       | 森屋       | Moriya            | 0.4          | 2.0          |                                    | ◇    |
| 東鏡島     | 東鏡島     | Higashi Kagashima | 0.8          | 2.8          |                                    | ｜   |
| 弘法口     | 弘法口     | Kōbōguchi         | 0.3          | 3.1          |                                    | ◇    |
| 鏡島       | 鏡島       | Kagashima         | 0.3          | 3.4          |                                    | ｜   |
| *川原畑    | 川原畑     | Kawarabata        |              | 3.5          |                                    |      |
| 港         | 港         | Minato            | 不適用       | 不適用       |                                    | ｜   |
| 西鏡島     | 西鏡島     | Nishi Kagashima   | 不適用       | 4.4          |                                    | ｜   |

- * 川原畑站在路線廢除前（1944年（昭和19年）12月11日）已經廢除。

## 注腳
1. ↑  岐阜中警察署 鏡島交番 （页面存档备份，存于）（日語）：NAVITIME。2014年12月20日參閱。
2. ↑  岐阜県 : 西岐阜交番（日語）：岐阜縣警察，2017年6月14日參閱。
3. ↑  國土地理院地形圖　5萬分1圖名：大垣，昭和34年資料修、1955年（昭和35年）2月28日發行
4. ↑  名鉄600V線の廃線を歩く―惜別の“岐阜線”と空港線誕生、pp.74-75。
5. ↑  國土地理院、2.5萬地形圖「墨俟（岐阜西部）」，1932年(昭和7年)修正版（1947年9月30日發行）與2.5萬地形圖「岐阜西部」1970年(昭和45年)、改測版（1972年4月30日発行）作比較。
6. 1 2  名鉄600V線の廃線を歩く―惜別の“岐阜線”と空港線誕生、pp.73-74。